# Alloplasta nigrofrons
Alloplasta nigrofrons là một loài tò vò trong họ Ichneumonidae.